# Фернандо Канапкіс
Фернандо Канапкіс (ісп. Fernando Kanapkis, нар. 6 червня 1966, Монтевідео) — уругвайський футболіст, що грав на позиції захисника за нихку уругвайських і іноземних клубних команд, а також за національну збірну Уругваю.

## Клубна кар'єра
У дорослому футболі дебютував 1982 року виступами за команду «Фенікс», в якій провів чотиир сезони, після чого 1986 року перейшов до лав  «Данубіо». Відіграв за цю команду з Монтевідео наступні чотири сезони своєї ігрової кар'єри.
Згодом грав за аргентинський «Текстіль Мандію», «Насьйональ» і знову «Данубіо», а протягом 1993–1994 років був гравцем бразильського «Атлетіко Мінейру», за головну команду якого, утім, майже не грав.
1995 року повернувся на батьківщину, до складу «Насьйоналя», після чого також грав за «Уракан Бусео», «Рампла Хуніорс», «Пайсанду Белья Віста», а також «Расінг» (Монтевідео).
Завершував ігрову кар'єру 2004 року виступами за сальвадорську «Альянсу».

## Виступи за збірну
1992 року дебютував в офіційних матчах у складі національної збірної Уругваю.
У складі збірної був учасником розіграшу Кубка Америки 1993 року в Еквадорі.
Загалом протягом дворічної кар'єри в національній команді провів у її формі 20 матчів, забивши 5 голів.